# Penn Central Transportation Company
A Penn Central Transportation Company, közismert rövidítéssel Penn Central, egy amerikai I. osztályú vasúttársaság volt, amely 1968-tól 1976-ig működött. A Penn Central három vasúttársaság kombinációja volt: a Pennsylvania Railroad (PRR), a New York Central Railroad (NYC) és a New York, New Haven and Hartford Railroad (NH). Az NH 1969-ben beolvadt a Penn Centralba.
A jogi személy, amely végül a Penn Central Transportation Company lett, a korábbi Pennsylvania Railroad volt, amely az eredeti 1968-as egyesülés részeként magába olvasztotta a New York Centralt, és ezzel egyidejűleg a Penn Central nevet kezdte használni, hogy tükrözze a New York Centralral való egyesülését. A vállalat székhelye a New York Centrallal való egyesülés után is Philadelphiában maradt. 1970-re a vállalat csődöt jelentett, ami akkoriban az Amerikai Egyesült Államok történetének legnagyobb csődje volt.

## Története

### Összeolvadás előtt
A Penn Central vasúttársaság az 1960-as évek végén mindhárom vasúttársaságot érintő kihívásokra adott válaszként jött létre. Az Egyesült Államok északkeleti része az Egyesült Államok legsűrűbben lakott régiója. Míg Észak-Amerika más részein a vasutak bevételeik jelentős százalékát az olyan árucikkek, mint a szén, a fűrészáru, a papír és a vasérc távolsági szállításából szerezték, addig az északkeleti vasutak hagyományosan a szolgáltatások heterogénebb keverékétől függtek, többek között:
- ingázók vasúti szállítása/utasszállító vasúti szolgáltatás
- a Railway Express Agency teherszállítási szolgáltatása
- ömlesztett áruszállítás fedett teherkocsikban
- Fogyasztási cikkek és romlandó áruk (termények és tejtermékek)

Ezek a munkaigényes, rövid távú szolgáltatások kiszolgáltatottak voltak a személygépkocsik, autóbuszok és tehergépkocsik által támasztott versenynek, különösen ott, ahol ezt a modern, korlátozott hozzáférésű autópályák elősegítették. 1956-ban az amerikai kongresszus elfogadta az 1956-os szövetségi autópálya-törvényt. Ez a törvény engedélyezte az államközi autópálya-rendszer kiépítését, ami nagy gazdasági lökést adott a teherfuvarozási ágazatnak..
A másik probléma az volt, hogy nem tudtak reagálni a piaci körülményekre. Abban az időben az amerikai vasutakat az Államközi Kereskedelmi Bizottság (ICC) szabályozta, ami nem tette lehetővé, hogy a vasutak könnyen változtathassák a fuvarozóknak és az utasoknak felszámított díjszabásokat. A költségek csökkentése volt az egyetlen módja a túlélésnek és a nyereségessé válásnak, de az ICC korlátozta a költségcsökkentés lehetőségeit. Az egyesülés ígéretes kiútnak tűnt a nehéz helyzetből. Az egyesülés remélhetőleg pénzt takarítana meg a felesleges és párhuzamos vonalak megszüntetése, a munkaerő csökkentése, az üzleti egységek racionalizálása, valamint az adminisztráció és a vezetés konszolidálása révén.
A Pennsylvania Railroad (PRR) és a New York Central Railroad (NYC) a 20. század nagy részében jelentős riválisok voltak. Mindkét vasúttársaság fizikai létesítményeit nem használták ki teljes mértékben (bár a NYC jobb állapotban volt); mindkettőnek jelentős volt az utasforgalma; a második világháború 1945-ös befejezése után egyikük sem keresett sok pénzt. Az egyesülésről szóló tárgyalásokat már 1957-ben bejelentették. A kezdeti reakció az iparágban teljes meglepetés volt. Évtizedek óta minden egyesülési javaslat arra törekedett, hogy a két óriásvasút egymás ellenében egyensúlyt teremtsen, és két, három vagy négy, többé-kevésbé egyenrangú rendszert hozzon létre keleten. A PRR hagyományosan a Norfolk & Western (N&W) és a Wabash vasúttársaságokkal, a NYC pedig a Baltimore & Ohio (B&O), a Reading (RDG) és a Delaware, Lackawanna & Western (DL&W) vasúttársaságokkal állt szövetségben. A fennmaradó szereplőket az Erie Railroaddal és a Nickel Plate-tel söpörték össze. Emellett a hagyományok inkább a végponttól végpontig tartó fúziókat részesítették előnyben, mint a párhuzamos vasutak összeolvadását.
Az egyesülés megtervezése és igazolása közel egy évtizedig tartott, amely idő alatt a keleti vasúti élet drámaian megváltozott, nagyrészt a NYC és a PRR közelgő egyesülése miatt. Az Erie 1960-ban egyesült a DL&W-vel, hogy létrehozza az Erie Lackawanna Railway-t (EL), a Chesapeake & Ohio Railway (C&O) megszerezte a B&O irányítását, az N&W pedig több vasúttársaságot, köztük a Nickel Plate-et és a Wabash-t olvasztott magába.

### Az egyesülés megkezdődik

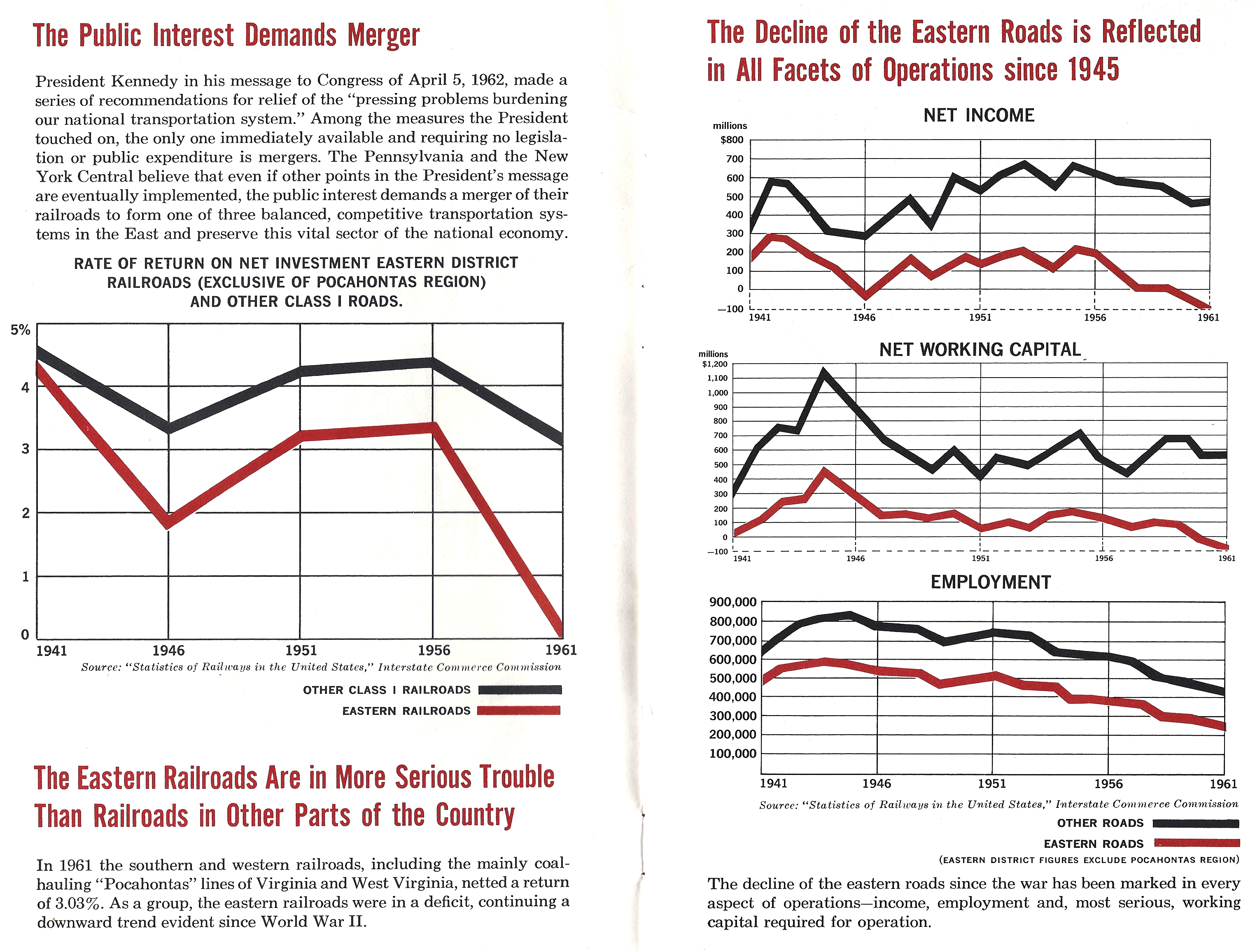
"A közérdek követeli az egyesülést" című reklámfüzet, amelyet a PC Fúziós Információs Bizottsága készített 1962-ben, hogy tájékoztassa a nyilvánosságot a tervezett egyesüléssel kapcsolatos kérdésekről

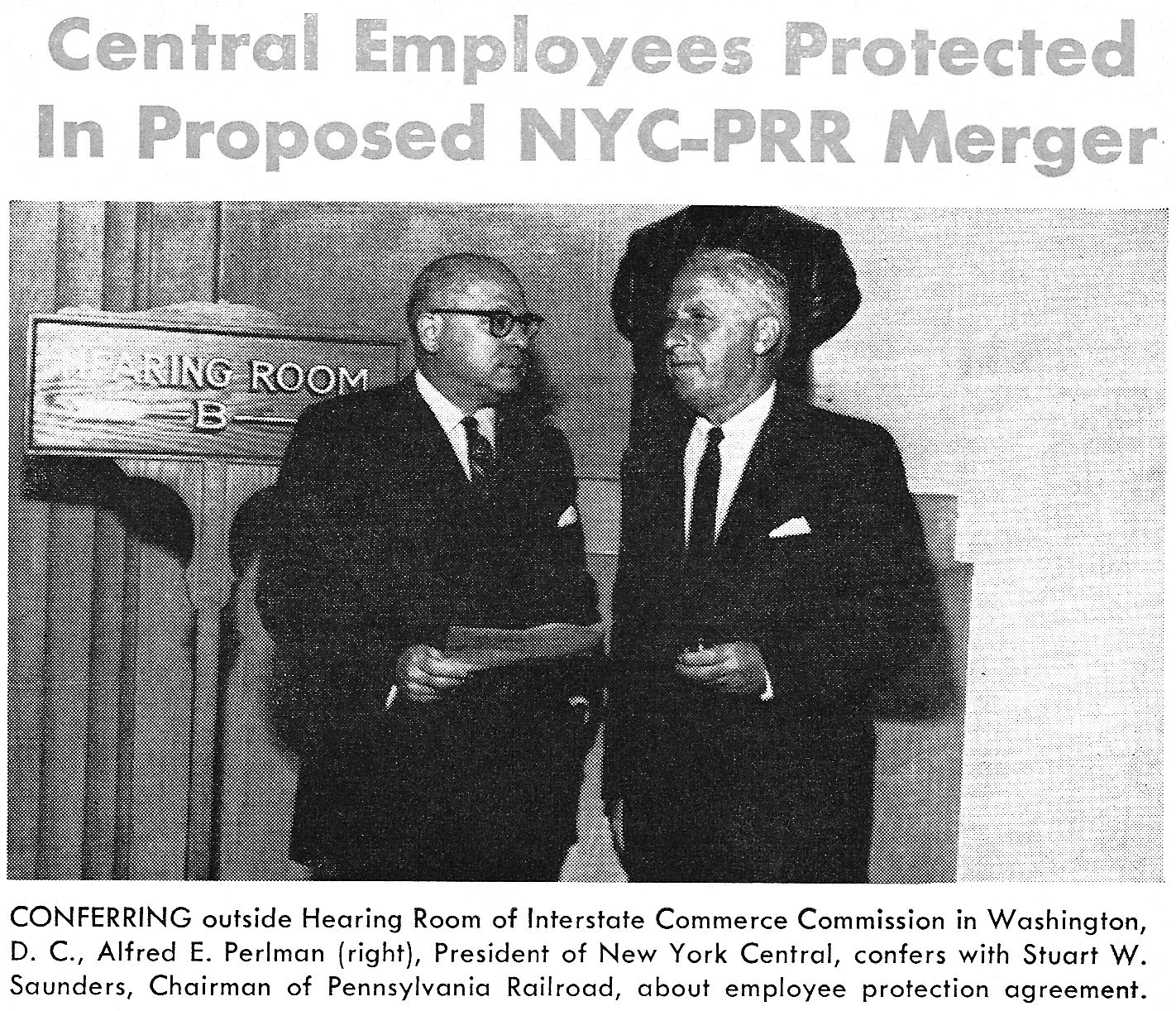
A washingtoni Államközi Kereskedelmi Bizottság meghallgatóterme előtt Alfred E. Perlman, a NYC elnöke (jobbra) a PRR elnökével, Stuart W. Saundersszel tárgyal a munkavállalók védelméről szóló megállapodásról

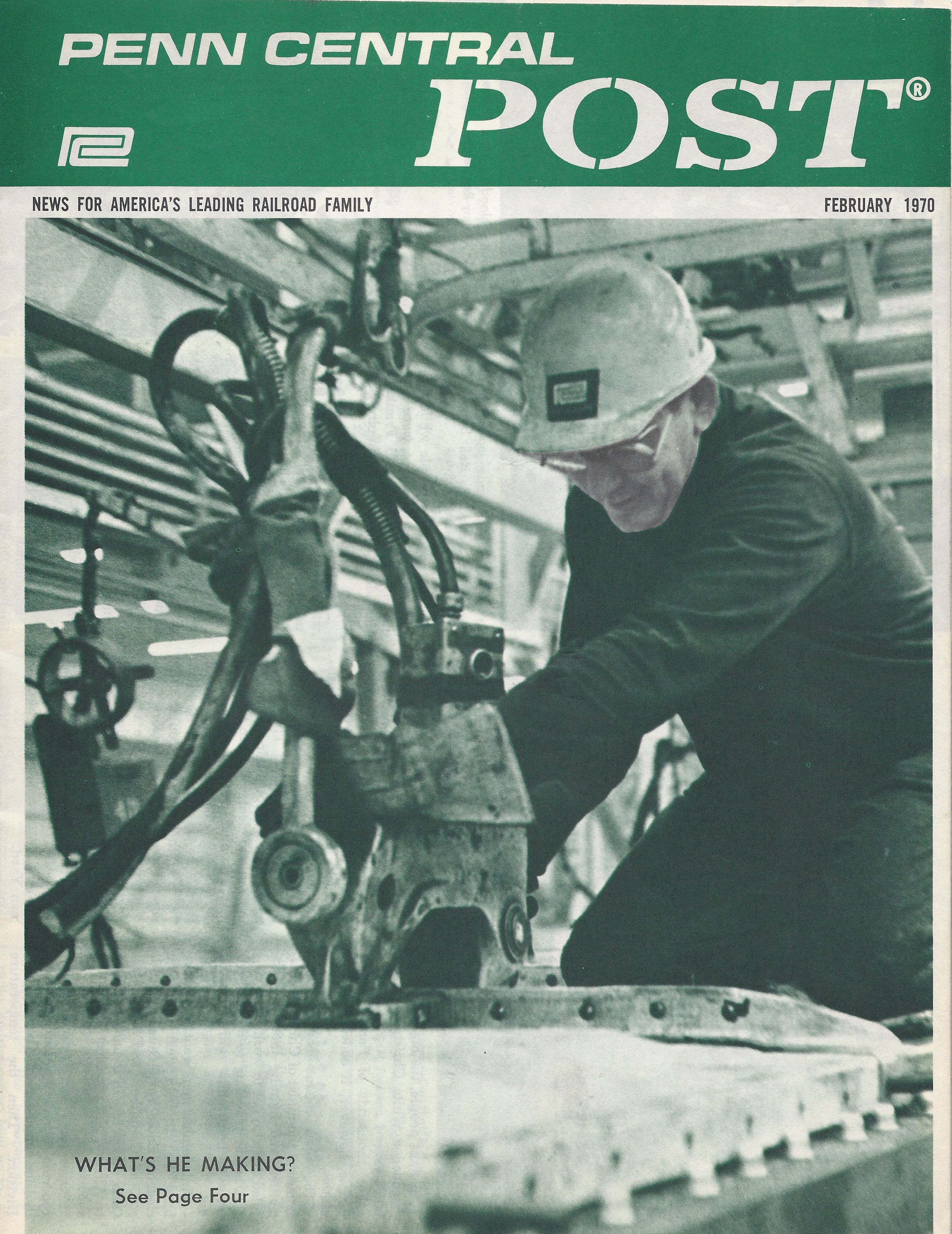
A PC dolgozói hírlevél címlapja. A. A. Muhlbauer, a pennsylvaniai Hollidaysburgban (Samuel Rea Shops, Pennsylvania) dolgozó postai fémipari munkás hidraulikus szegecselővel rögzíti a kupakot a tehervagonok tetőlemezének varratára a PC 1970-es kampányában, amelynek célja új kocsik építése volt az üzletmenet javítása érdekében.

Az egyesülés (jogilag a New York Central felvásárlása a PRR által) hivatalosan 1968. február 1-jén zárult le. A Pennsylvania Railroad, az egyesülés névleges túlélője, Pennsylvania New York Central Transportation Company-ra változtatta nevét, és nem sokkal később a "Penn Central" nevet kezdte használni kereskedelmi névként. Az egykori Pennsylvania Railroad 1968. május 8-án Penn Central Company-ra rövidítette nevét.
Az ICC a következő feltételekkel hagyta jóvá az egyesülést:
- Az új vállalatnak át kellett vennie a csődbe ment New York, New Haven & Hartford Railroad (NH) teher- és személyszállítási tevékenységét. Ez 1968. december 31-én történt meg.
- A PC-nek magába kellett olvasztania a New York, Susquehanna & Western Railway-t (NYS&W). A PC és a NYS&W nem tudott megegyezni az árban, így a NYS&W végül a Delaware Otsego System része lett.
- A PC-nek rendelkezésre kellett bocsátania a Lehigh Valley Railroadot (LV), hogy az N&W vagy a C&O egyesülhessen vele, vagy ha egyik vasúttársaság sem akarta, akkor be kellett olvasztania a PC-be. Az LV egyedül küzdött tovább, és csak három nappal a PC után jelentett csődöt.[2]

Az egyesülés nem volt sikeres. Megvalósítási tervet készítettek, de nem hajtották végre. A működés, a személyzet és a berendezések integrálására tett kísérletek sikertelenek voltak az egymásnak feszülő vállalati kultúrák, az összeegyeztethetetlen számítógépes rendszerek és a szakszervezeti szerződések miatt.:233–234 Lehetetlen gondolat volt a két vasút egyesítésére, amelyeknek drámaian eltérő volt a működési stílusa. Az egyesülést megelőző évtizedben a NYC leépítette fizikai létesítményeit, és Alfred E. Perlman vezetésével egy fiatal, lelkes menedzsmentcsoportot állított össze. A Stuart T. Saunders által vezetett PRR konzervatívabb és hagyományosabb működésű volt. A NYC vezetői közül sokan (a "zöld csapat" néven ismertek) látták, hogy a PRR (a "vörös csapat") dominál a PC irányításában, és hamarosan más pozíciókba távoztak. A távozók gyakran mondták, hogy a különböző vállalati filozófiák (a PRR közlekedési vállalatnak bélyegezte magát, míg a NYC vasúttársaságnak tekintette magát) soha nem tudtak volna sikeresen egyesülni. A hálózat annyira rosszul volt integrálva, hogy rendszeresen vesztegeltek a vonatok; a PC osztályozói küszködtek azzal, hogy a PC kusza útvonalrendszerén keresztül megfelelően küldjék el a kocsikat. Az egyesítés problémáin túlmenően az északkeleti és középnyugati ipari államok gyorsan váltak a rozsdaövezetté. Ahogy az iparágak bezártak és áttelepültek, a vasutak többletkapacitással találták magukat szemben. A PRR-t különösen megterhelte a felesleges vágányhálózat; sok esetben négy-hat vágánya volt ott, ahol egy vagy kettő is elég lett volna. Bár ezekre a vágányokra már nem volt szükség, még mindig az adótáblákon szerepeltek. Az Allegheny-hegységtől nyugatra a NYC és a PRR szinte minden fontosabb ponton megkettőzte egymást; az Allegheny-hegységtől keletre a kettő alig érintkezett egymással. George Drury vasúttörténész megjegyezte, hogy az egyesülés "egy késői házassághoz hasonlított, amelybe mindkét házastárs hoz egy házat, egy nyaralót, két kocsit, és több komplett porcelán- és pohárkészletet - plusz az autók kifizetését és a házakra vonatkozó jelzálogot."
A pályák állapota tovább romlott, különösen a középnyugati régióban: ez a korszerűtlen létesítmények átvételének következménye. A vonatok rendszeresen erősen csökkentett sebességgel közlekedtek, ami késedelmes szállításokat, túlzottan sok túlórát halmozott fel, és megugró üzemeltetési költségeket eredményezett. A kisiklások és a balesetek rendszeresen előfordultak, különösen Középnyugaton. 1969-ben Maine állam burgonyatermésének nagy része a PC Selkirk Yardjában rohadt el, ami a Bangor & Aroostook Railroadnak is ártott, amelynek a szállítmányozók megfogadták, hogy soha többé nem szállítanak vasúton. 1969-ben a Penn Central napi 1 millió dolláros veszteséget szenvedett el.
A Penn Central megpróbálta diverzifikálni a bajba jutott céget ingatlanokba és más, nem vasúti vállalkozásokba, de a lassú gazdaságban ezek az üzletek alig teljesítettek jobban, mint a vasúti eszközök. Ráadásul ezek az új leányvállalatok elterelték a menedzsment figyelmét az alaptevékenység problémáiról. A menedzsment ragaszkodott ahhoz is, hogy osztalékot fizessen a részvényeseknek, hogy a siker illúzióját keltse. A vállalatnak további kölcsönöket kellett felvennie a működés fenntartásához. A hitelek kamatai elviselhetetlen pénzügyi teherré váltak.

### A csőd
A PRR és a NYC a fúzió során nyereséges volt, de a PC első működési éve 2,8 millió dolláros (ma 20,8 millió dolláros) deficittel zárult. 1969-ben a hiány közel 83 millió dollár volt (ma 586 millió dollár). A PC 1970-es nettó eredménye 325,8 millió dolláros (ma 2,17 milliárd dollár) hiányt mutatott. A vasút ekkorra már csődeljárás alá került: 1970. június 21-én. Az ország hatodik legnagyobb vállalata a legnagyobb csődbe jutott (az Enron Corporation 2001-es csődje ezt nagymértékben háttérbe szorította). Bár a PC csődbe ment, az anyavállalat, a Penn Central Company túlélte.
Az 1972-es Agnes hurrikán pusztító hatásai tovább nehezítették a PC működését, számos fontos mellékvonalat és fővonalat tönkretéve.
A PC sikertelenül próbálta eladni a Grand Central Terminal felülépítményi jogait, és lehetővé tenni a fejlesztőknek, hogy felhőkarcolókat építsenek a terminál fölé, hogy finanszírozni tudják a további működést. Az ebből eredő per, a Penn Central Transportation Co. kontra New York City, 1978-ban dőlt el, amikor az Egyesült Államok Legfelsőbb Bírósága úgy döntött, hogy a PC nem adhatja el a Grand Central felülépítményi jogait, mivel a terminál New York város által kijelölt műemlék.
A reorganizációs bíróság 1974 májusában úgy döntött, hogy a PC nem volt reorganizálható a jövedelem alapján. Az 1973-as regionális vasúti átszervezési törvény (Regional Rail Reorganization Act of 1973) rendelkezései alapján megalakult egy amerikai kormányzati vállalat, a United States Railway Association, hogy kidolgozzon egy tervet a PC megmentésére. Az eredmény az lett, hogy az amerikai kormány tulajdonában lévő Consolidated Rail Corporation (Conrail) átvette a PC (és hat másik vasúttársaság) vasúti tulajdonát és működését: EL, LV, RDG, Lehigh & Hudson River Railway, Central Railroad of New Jersey és Pennsylvania-Reading Seashore Lines) 1976. április 1-jén. Ez jelentős lépés volt az amerikai vasutak államosítása felé. Az első világháború alatt rövid időre államosították őket, de az USA kitartott a vasutak államosításának világméretű tendenciája ellen egészen az Amtrak megalapításáig, amely 1971. május 1-jén államosította az ország személyszállító vonatait. 1971-ben az Amtrak kezdetben csupán személyszállító szolgáltatást működtetett a PC pályáján, valamint más amerikai vasútvonalakon, azonban saját vasúti pályahálózattal ekkor még nem rendelkezett.
A PC két személyszállítási kísérletben vett részt az Egyesült Államok Közlekedési Minisztériumával (U.S. DOT) együttműködve. Mindkettő az északkeleti folyosó személyszállítási szolgáltatásainak fejlesztését célozta. New York City és Washington között a PC örökölte a Metroliner kísérletet, amelyet a PRR és a U.S. DOT kezdett el: gyors villamos vonatok, amelyek maximális sebessége 160 mph (257 km/h) volt. A szolgáltatás beindítása többször is késett, és amikor elindult, nem szerepelt a The Official Guide of the Railways (A vasutak hivatalos kalauza) című kiadványban. A Metroliner nem volt abszolút siker, de megfordította a New York-Washington útvonalon hosszú ideje tartó utasszámcsökkenést. A Boston-New York viszonylaton a PC egy United Aircraft TurboTrain vonatot üzemeltetett, hogy megpróbálja felülmúlni az NH 1950-es évek eleji expresszvonatainak 3 óra 55 perces menetidejét. A TurboTrain menetrendjéről a nyilvánosság számára még nehezebb volt információt szerezni, mint a Metroliner menetrendjéről. A kipróbálatlan berendezések, az elhasználódott pálya, valamint az űrkorszaki technológia és a hagyományos vasúti gondolkodásmód általános összeegyeztethetetlensége miatt a szolgáltatások jelentős szatírák céltáblájává váltak. A Metroliner kocsik nagy részét egy időre kivonták a forgalomból (az Amtrak 2007-ben a Harrisburg-New York City a Keystone Service számára vezérlőkocsikká alakította át őket), a TurboTraint pedig teljesen leselejtezték. A PC távolsági személyszállítási szolgáltatásait 1971. május 1-jén vette át az Amtrak. A helyi hatóságok által már akkor is támogatott ingázó járat először a Conrailhez, majd más üzemeltető hatóságokhoz (SEPTA, New Jersey Transit, Metro-North Railroad stb.) került.
Mivel a vasúti ipar és szakszervezetei a piaci részesedés folyamatos csökkenésével szembesültek a teherautó-iparral szemben, a szövetségi kormánytól deregulációt kértek. Az 1980-as Staggers Act, amely deregulálta a vasúti ipart, kulcsfontosságú tényezőnek bizonyult a Conrail és a PC régi eszközeinek életre keltésében.. Az 1980-as években a deregulált Conrailnek volt ereje végrehajtani az útvonal átszervezést és a termelékenység javítását, amelyet a PC 1968 és 1970 között sikertelenül próbált megvalósítani. Több száz mérföldnyi korábbi PRR és NYC pályaszakaszt hagytak a szomszédos földtulajdonosok vagy a vasúti pálya használatára. A később nyereségessé vált Conrail részvényeit 1987-ben újra a Wall Streetre vitték, és a vállalat 1987-től 1999-ig független magánvasútként működött.

## Hagyaték
A Penn Central csődje katasztrofális esemény volt mind a vasúti ipar, mind az ország üzleti társadalma számára. A PC-ről és annak problémáiról több szó esett, mint szinte bármiről másról a vasúti ágazatban: az utasüzletágról szóló szónoklatoktól kezdve az összeomlás okának elemzéséig mindenről. A sikertelen fúzióról Saunders így nyilatkozott: "Az egyesülés megvalósításához szükséges sok év miatt mindkét vasúttársaság morálja súlyosan megromlott, és olyan kezelhetetlen problémákkal kellett szembenézniük, amelyek megoldhatatlanok voltak. Az akadályok leküzdése mellett a fő problémát a túl sok állami szabályozás és az évi több mint 100 millió dolláros utashiány jelentette."
Mivel a Penn Central megavasútra rövid fennállása alatt a vasúttörténészek és az egykori alkalmazottak ritkán tekintettek kedvezően, szinte semmit sem publikáltak kifejezetten vasútrajongóknak szóló írásokban. 2000 júliusában alakult meg a Penn Central Railroad Historical Society műemlékvédelmi csoport, hogy megőrizze a gyakran megvetett vállalat történetét.

## Vállalati történelem

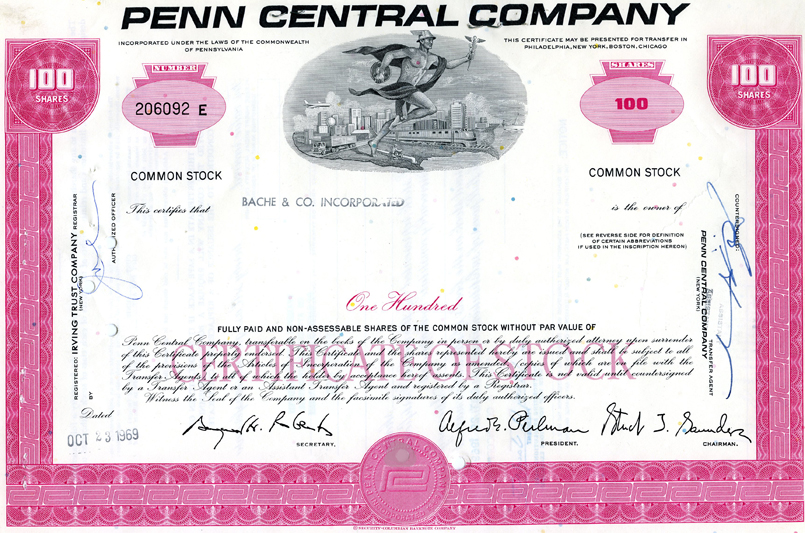
A PC csőd előtti részvénytörvénye, 1969.

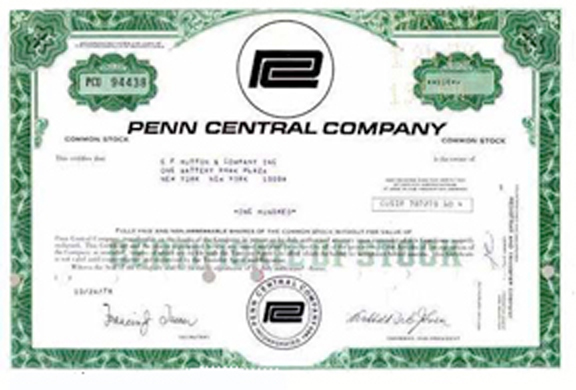
A PC csőd utáni részvénytörvénye, 1974.

A Pennsylvania Railroad 1968. február 1-jén bekebelezte a New York Central Railroadot, és ezzel egyidejűleg nevét Pennsylvania New York Central Transportation Company-ra változtatta, hogy ezt tükrözze. A "Penn Central" kereskedelmi nevet is felvették, és május 8-án a korábbi Pennsylvania Railroadot hivatalosan átnevezték Penn Central Company-ra.
Az első Penn Central Transportation Company (PCTC) 1969. április 1-jén alakult meg, és részvényeit a Penn Central Holding Company nevű új holdingtársaságra ruházták át. 1969. október 1-jén a Penn Central Company, a korábbi Pennsylvania Railroad beolvasztotta az első PCTC-t, és másnap átnevezték második Penn Central Transportation Company-ra; a Penn Central Holding Company lett a második Penn Central Company. Így a korábbi Pennsylvania Railroadból lett az első Penn Central Company, majd a második PCTC.
A régi Pennsylvania Company, az 1870-ben alapított, 1958-ban újra bejegyzett holding társaság, amely sokáig a PRR leányvállalata volt, az egyesülést követő időszakban mindvégig különálló vállalati egység maradt.
A korábbi Pennsylvania Railroad, a mostani második PCTC 1976-ban átadta vasúti vagyonát a Conrailnek, és 1978-ban beolvasztotta jogi tulajdonosát, a második Penn Central Company-t, és ezzel egyidejűleg nevét The Penn Central Corporationre változtatta. Az 1970-es és 1980-as években a most The Penn Central Corporation nevet viselő vállalat egy kis konglomerátum volt, amely nagyrészt azokból a diverzifikált alvállalatokból állt, amelyekkel az összeomlás előtt rendelkezett.
A Conrail létrehozásakor a vállalat tulajdonában lévő ingatlanok között volt a Buckeye Pipeline és a Madison Square Garden (amely a Penn Station felett áll) és annak fő bérlői, a New York Knicks kosárlabdacsapat és a New York Rangers jégkorongcsapat, valamint a Six Flags vidámparkok 24 százalékos részesedése. Bár a vállalat megtartotta a vasúthoz kapcsolódó egyes útjogok és állomási ingatlanok tulajdonjogát, folytatta ezek felszámolását, és végül az egyik leányvállalatára, a biztosítási üzletágra koncentrált.
Az egykori Pennsylvania Railroad 1994 márciusában változtatta meg nevét American Premier Underwritersre. Carl Lindner cincinnati pénzügyi birodalmának, az American Financial Groupnak a része lett.

## A Grand Central Terminal

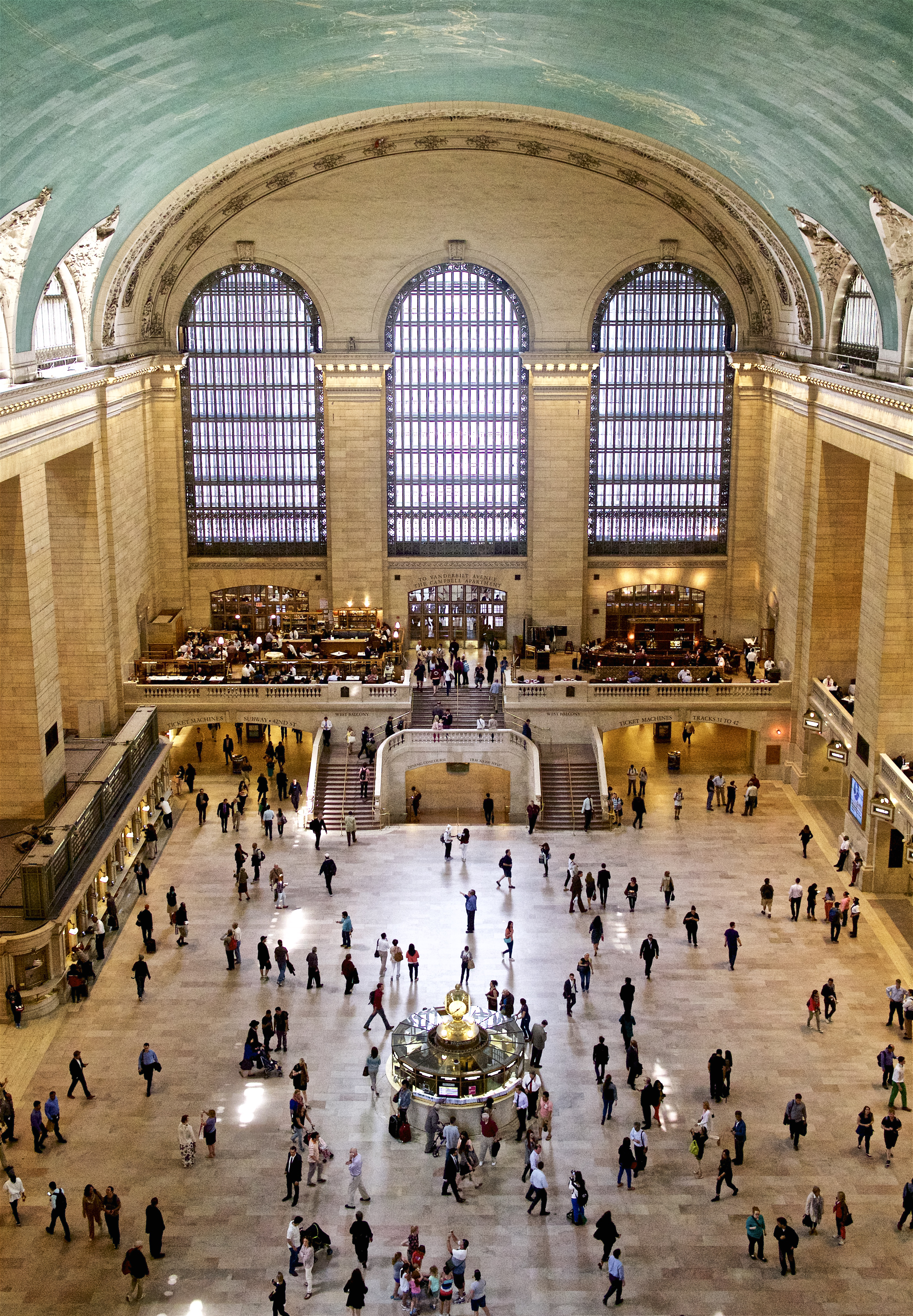
A Grand Central Terminal főcsarnoka, amely a Penn Central tulajdonában volt, amíg az MTA meg nem vásárolta 2018-ban.

2006 végéig még az American Financial Group volt a Grand Central Terminal tulajdonosa, bár az 1994-ben megkötött bérleti szerződés alapján a New York-i Metropolitan Közlekedési Hatóság (MTA) irányította az összes vasúti üzemeltetést. A jelenlegi bérleti szerződést az MTA-val 2274. február 28-ig tartó időtartamra kötötték.
2006. december 6-án az Egyesült Államok Felszíni Közlekedési Tanácsa jóváhagyta az American Financial Group több fennmaradó vasúti eszközének eladását a Midtown TDR Ventures LLC-nek mintegy 80 millió dollárért. A New York Post 2007. július 6-án arról számolt be, hogy a Midtown TDR-t Penson és Venture irányította. A Post megjegyezte, hogy az MTA 2007-ben 2,24 millió dollár bérleti díjat fizetne, és 2017-ben opciós joga van az állomás és a vágányok megvásárlására. Az Argent azonban dönthetne úgy is, hogy további 15 évvel, 2032-ig meghosszabbítja az időpontot.
A vagyontárgyak közé tartozott a Metro-North Railroad Harlem és Hudson vonalak által használt 156 mérföld (251 km) hosszúságú sínpálya, valamint a New York-i Grand Central Terminal. A Midtown TDR által említett legértékesebb eszköz a Grand Central földalatti beszálló peronjai és a váltóállomás fölötti további fejlesztésekhez szükséges, kihasználatlan "felülépítményi jogok" voltak. A peronok és a pályaudvarok a terminálépülettől északra több háztömbön át húzódnak számos utca és meglévő, a felülépítményi jogokat bérlő épületek alatt, köztük a híres MetLife Building és a Waldorf-Astoria Hotel. Magának a terminálépületnek a készpénzértéke korlátozott. Annak ellenére, hogy a Terminált eredetileg úgy tervezték, hogy fölötte felhőkarcoló épüljön, mivel az épület műemlékvédelmi céllal műemléki védettséget élvez, a jelenlegi törvények értelmében nem lehet lebontani az újjáépítés érdekében.
2018 novemberében az MTA javaslatot tett a Hudson és Harlem Lines, valamint a Grand Central Terminal megvásárlására 35,065 millió dollárért, plusz 6,25%-os diszkontráta mellett. A vétel magában foglalná az egyes eszközökhöz kapcsolódó összes készletet, üzemeltetést, fejlesztést és karbantartást, kivéve a Grand Central feletti felülépítményi jogokat. 2018. november 13-án az MTA pénzügyi bizottsága jóváhagyta a javasolt vételt, majd két nappal később a teljes testület is jóváhagyta a vételt. Az üzlet feltételei szerint az MTA megvásárolta a Grand Central Terminált, valamint a Hudson vonalat a Grand Centraltól a Poughkeepsie-től 2 mérföld (3,2 km) északra (vasútvonal nyugatra) lévő pontig, valamint a Harlem vonalat a Grand Centraltól Dover Plainsig.

## Örökségi egység
A Norfolk Southern Railway 30 éves évfordulójának részeként a vasút 20 új mozdonyt festett le, amelyek a korábbi elődvasutak korábbi festését használták. Az 1073-as számú egységet, egy SD70ACe-t a Penn Central egykori színeire festették át.